# フルトヴェングラー一族
フルトヴェングラー一族（ドイツ語：Familie Furtwängler）は、ドイツのシュヴァルツヴァルト（黒い森）の農家を起源とする一族で、その所有地は14世紀にはすでに文献に記録が残されている。場所は今日のバーデン地方（バーデン＝ヴュルテンベルク州の一部）の町フルトヴァンゲン近傍に相当する。19世紀以降には、この一族からは傑出した音楽家、芸術家、学者を数多く輩出した｡枝分かれした分家は相当数に上る。

## 一族出身の著名人
一族出身の著名人には次の人物がいる。
- フィリップ・フルトヴェングラー(Philipp Furtwängler, 1800–1867)、オルガン製造業者
  - ピウス・フルトヴェングラー(Pius Furtwängler, 1841–1910)、オルガン製造業者
  - ヴィルヘルム・フルトヴェングラー(Wilhelm Furtwängler, 1829–1883)、オルガン製造業者
    - フィリップ・フルトヴェングラー(Philipp Furtwängler, 1869–1940)、数学者
- ヴィルヘルム・フルトヴェングラー(Wilhelm Furtwängler, 1809–1875)、古典文献学者、ギムナジウム教師[1]
  - アドルフ・フルトヴェングラー(Adolf Furtwängler, 1853–1907)、考古学者[2]
    - ヴィルヘルム・フルトヴェングラー(Wilhelm Furtwängler, 1886–1954)、作曲家、指揮者
      - アンドレアス・フルトヴェングラー(Andreas E. Furtwängler, 1944-)、考古学者

    - ワルター・フルトヴェングラー(Walter Furtwängler, 1887–1967)、登山家
      - フロリアン・フルトヴェングラー(Florian Furtwängler, 1935–1992)、映画監督
      - ベルンハルト・フルトヴェングラー(Bernhard Furtwängler, 1930–2012)、建築家
        - マリア・フルトヴェングラー(Maria Furtwängler, 1966-)、医師、女優[3]

## その他の分家の人物
これ以外の分家からの出身者には次の人物がいる。
- フランツ・ヨーゼフ・フルトヴェングラー(Franz Josef Furtwängler, 1894–1965)、ドイツの組合活動家、SPD（ドイツ社会民主党）の政治家
- フーベルト・フルトヴェングラー(Hubert Furtwängler, 1918–2011)、指揮者のヴィルヘルム・フルトヴェングラーの甥。小児科医、翻訳家。妻のマルガレーテ・フルトヴェングラー・クニッテル(1921-2019)はピアニスト、画家、翻訳家。